# Fischer Ágoston (hitoktató)
Fischer Ágoston (Érsekújvár, 1863. augusztus 10. – Budapest, 1918. május 6.) plébános, a szaléziek megtelepítője Óbudán.

## Élete
Iskoláit Érsekujvárott, 1877-től mint az Emericanum növendéke Pozsonyban, 1879-től Esztergomban végezte; itt hallgatta a teológiát is. 1885. december 16-án miséspappá szentelték föl. 1890-től hitoktató volt Budapesten. Ugyanezen évtől Ipolyszécsénke plébánosaként, majd 1900-tól Óbudán a Jó Pásztor-ház lelkészeként működött. 1912-ben saját pénzéből megvásárolta Budapesten a III. kerületi Kiscelli utca 79. számú házat, amelyben az otthontalan iskolásfiúk számára internátust nyitott, az egyik szobát pedig kápolnává alakíttatta. Halála után az intézményt a szaléziek vették át.